# Гентриаконтановая кислота
 Гентриаконтановая кислота  (Гентриаконтиловая кислота) CH3(CH2)29COOH — одноосновная предельная карбоновая кислота.

## Нахождение в природе
Гентриаконтановая кислота содержится в торфяном воске и монтан воске, выделяется также из сахарно-тростникового воска (Saccharum officinarum L.). Выделена также из зверобоя продырявленного (Hypericum perforatum).

## Использование
Гентриаконтановая кислота используется в фармакологической промышленности.